# Kick-Heart
《Kick-Heart》是由湯浅政明擔任原作監督、押井守監修、Production I.G製作的12分鐘日本短篇摔角題材動畫。是第一部透過群眾募資取得製作經費的動畫作品。該作於2013 年在 Toonami 上首映，並在倫敦影展等多個電影節會場上放映。

## 情節
男主角在檯面上是一名作「蒙面人M」的無名摔角手，私底下則是努力經營破敗孤兒院，喜歡BDSM的善良紳士「羅密歐‧馬基」。他在比賽中被施虐癖傾向的神秘女摔角手「S小姐」吸引，希望能與她交手。然而他與搭檔「惡魔雞」卻不慎將S小姐的巨大搭檔「肥胖吸塵器」打出場外造成混亂。老闆氣急敗壞地來興師問罪，蒙面人M只得狼狽落跑，還順便偷走一大箱S小姐玩偶。
回到孤兒院後，羅密歐受到院童、修女與神父的熱情歡迎，並結識新進的年輕修女「茱麗葉」。他對端莊文靜的茱麗葉一見鍾情，然而這份快樂馬上又轉為苦惱，因為孤兒院的廁所年久失修，急需用錢。當晚羅密歐接到老闆的電話，對方說「S小姐」指名挑戰他，獲勝者可奪得5萬美元獎金。只要能拿下勝利，之前的過節就一筆勾銷。他喜不自勝，隔天便又化身「蒙面人M」重返賽場。
兩人在擂台上拚盡全力的廝殺，由於「蒙面人M」的受虐癖，加上「S小姐」的強大，使他趨於劣勢，並一度在彌留中見到童年過世的母親。山窮水盡之時，「蒙面人M」聽到孤兒院的孩童們正在觀眾席上為他加油，於是他卯足全力掙扎。「S小姐」跳上高空，試圖給予「蒙面人M」最後一擊，卻在緊要關頭被「蒙面人M」躲過，自己反倒遭到壓制。勝利近在眼前，此時「蒙面人M」卻收到老闆的暗示，要他輸掉這場比賽。無奈之下，「蒙面人M」只好將到手的獎金拱手讓人。
賽後，「蒙面人M」身為輸家，卻因為雖敗猶榮名氣大漲，臉也被打得浮腫而沒有暴露身分。他抱著愉快的心情，以羅密歐的身分回到孤兒院，赫然發現孤兒院煥然一新。他這才知道原來「S小姐」將獎金全數捐給孤兒院，且她的真實身分就是修女茱麗葉。

## 角色
- 羅密歐‧馬基 / 蒙面人M（聲優: 鈴木達央）
- 茱麗葉 / S小姐（聲優：本田貴子）
- 小彎（聲優：菊池心）
- 團隊（聲優：知桐京子）
- 老修女（聲優：新田萬紀子）
- 老闆（聲優：鹿糠光明）
- 肥胖吸塵器（聲優：佐藤美由希）
- 惡魔雞（聲優：松本忍）
- 神父（聲優：高木涉）
- 播報員（聲優：川原慶久）
- 新王牌（聲優：甲斐田裕子）

## 製作
《Kick-Heart》20萬美元的製作經費是透過Kickstarter眾籌平台募資而來，是日本大型商業動畫工作室第一個使用眾籌成功募資完成的動畫作品。

## 評價
Twitch Film對《Kick-Heart》 給予正面評價，稱其藝術風格擺脫傳統動漫窠臼；美國動漫雜誌Otaku USA亦稱本作「回歸視覺敘事本源，用極少的對話完成故事。」

## 獎項
- 2013紐約布魯克林動畫街區派對節原創設計冠軍
- 2013幻想曲網路動畫節最佳動畫短片冠軍[7]
- 2013奇幻電影節動畫短片亞軍[8]
- 2013墨西哥克雷塔羅CutOut Fest最佳動畫短片敘事冠軍